# Чаба (сын Аттилы)

Чаба и его воины на Млечном пути, художник Б. Секей

Чаба (венг. Csaba királyfi — Чаба, сын короля) — легендарный лидер секеев, считающийся младшим сыном Аттилы.

## Жизнеописание
По поздним преданиям, Чаба был самым младшим сыном предводителя гуннов Аттилы. Он был правителем одного из отколовшихся гуннских племён, ныне венгроязычных секеев. Свирепый и искусный воин, он привел гуннов к победе во всех битвах, с которыми они сталкивались на протяжении веков. Но когда Чаба скончался, в народе не оказалось джигита, равному ему по силе, и,воспользовавшись случаем, враги гуннов пошли на штурм гуннского ханства. Когда они встретились на поле битвы, вражеские генералы издевались над гуннами, говоря: «А кто спасет вас теперь, когда Чаба умер?» Но как только эти слова были сказаны, в ночном небе появилась яркая дорожка, состоящая из звезд, и Чаба спустился с небес во главе армии. Чаба и его армия разгромили франкских захватчиков и снова спасли гуннов. Потом еще три раза он возвращался по «Небесному пути воинов», чтобы защитить свой народ. Согласно некоторым версиям легенды, спустя несколько столетий его снова видели, когда он вёл хана Арпада и венгров, родственников гуннов, через Карпаты в загадочную страну, ныне зовущуюся Венгрией.

## Имя
Чаба — тюркское имя, означающее «чабан». На сегодняшний день имя пользуется популярностью среди мадьяр.

## Память
- Статуя в Будапеште.

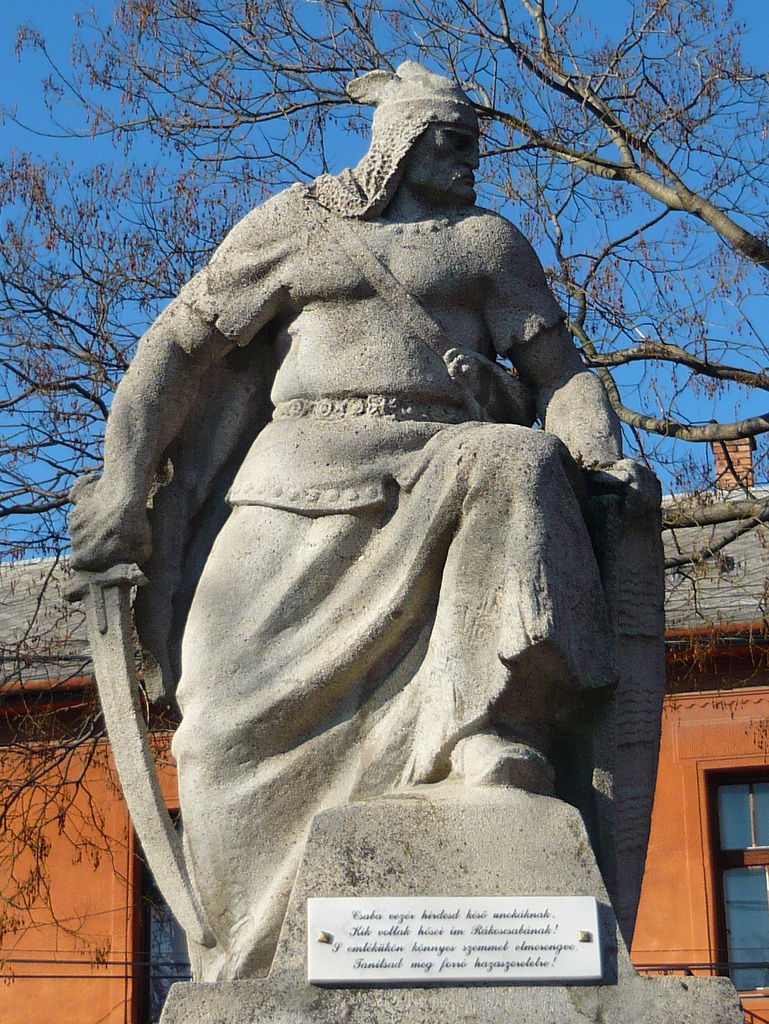
Статуя Чабы в Будапеште

- В честь Чабы назван бронеавтомобиль.
- В гимне секеев (Székely himnusz) упоминается Чаба.